# (11197) Beranek
(11197) Beranek (1999 CY25) – planetoida z grupy pasa głównego asteroid okrążająca Słońce w ciągu 3,84 lat w średniej odległości 2,45 j.a. Odkryta 10 lutego 1999 roku.